# Vlaggentoren van Hanoi

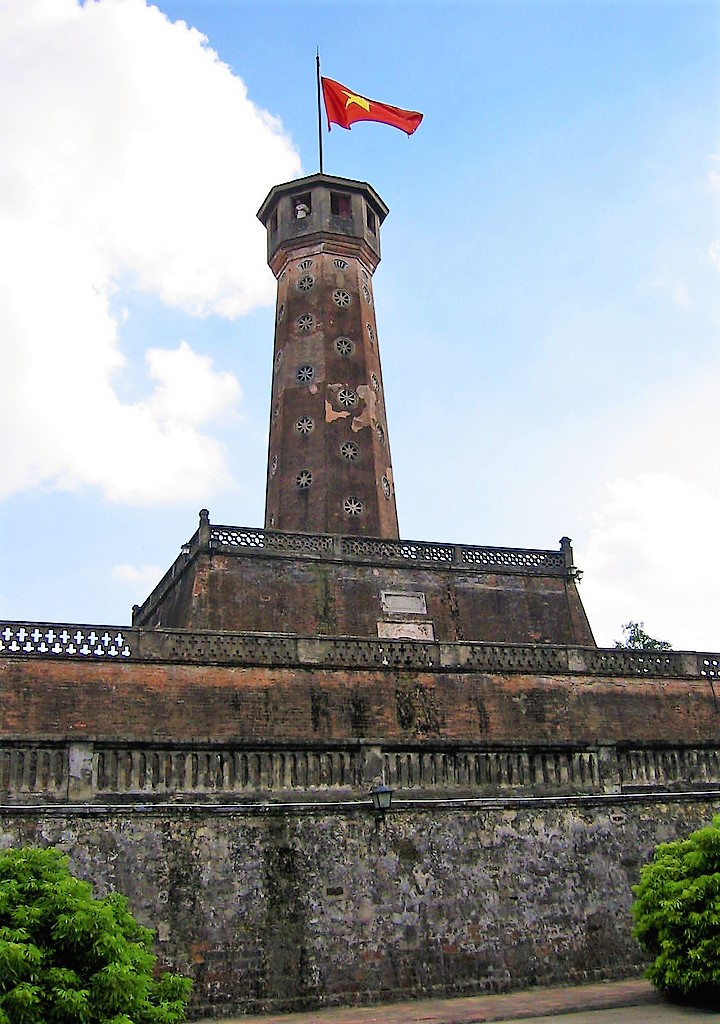
Vlaggentoren van Hanoi

De Vlaggentoren van Hanoi (Vietnamees: Cột cờ Hà Nội) is een toren in Hanoi en is een van de symbolen van deze Vietnamese stad. De 33,4 meter hoge toren (met vlag 41 meter) werd in 1812 gebouwd en is een van de weinige gebouwen die de Franse tijd overleefd heeft; de Fransen gebruikten de toren als uitkijkpunt voor militairen. De vlaggentoren is een onderdeel van de Citadel van Hanoi.
De vlaggentoren wordt naar de top steeds smaller (enigszins zoals in het spel Torens van Hanoi); binnen in de toren bevindt zich een trap. Boven de toren wappert de vlag van Vietnam, waarnaar de toren is vernoemd.